# Беглюв
Беглюв (пол. Bieglów) — село в Польщі, у гміні Чарноцин Казімерського повіту Свентокшиського воєводства.
Населення — 183 особи (2011).
У 1975-1998 роках село належало до Келецького воєводства.

## Демографія
Демографічна структура на день 31 березня 2011 року:
|          | Загалом | Допрацездатний вік | Працездатний вік | Постпрацездатний вік |
| -------- | ------- | ------------------ | ---------------- | -------------------- |
| Чоловіки | 93      | 22                 | 63               | 8                    |
| Жінки    | 90      | 20                 | 49               | 21                   |
| Разом    | 183     | 42                 | 112              | 29                   |